# الورا، انتاریو

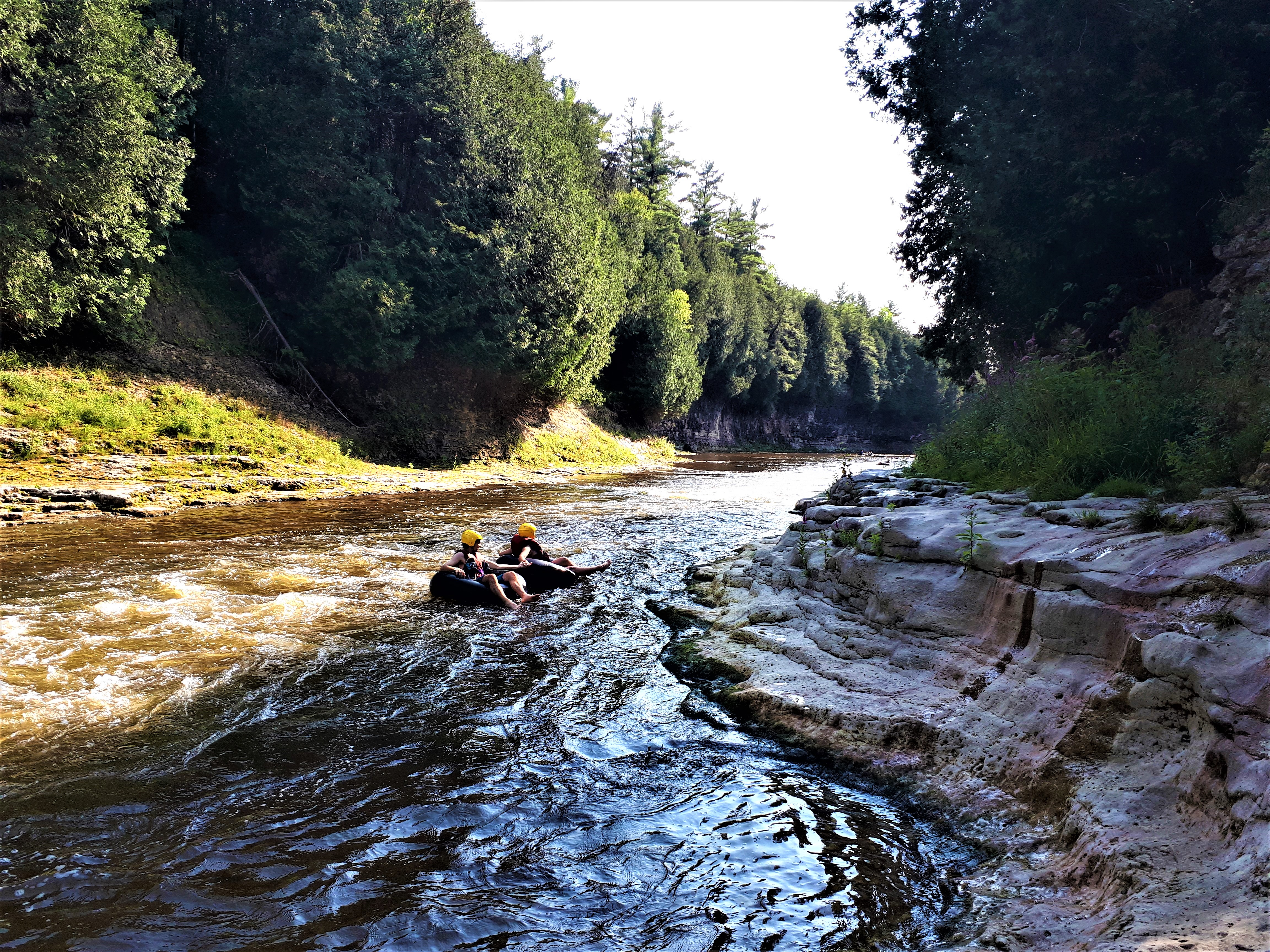
تیوب سواری در تنگ الورا

الورا، انتاریو (به انگلیسی: Elora, Ontario) یک منطقهٔ مسکونی در کانادا است که در شهرستان ولینگتون، انتاریو واقع شده‌است. الورا ۷٬۷۵۶ نفر جمعیت دارد.